# Avraam Papadopoulos
Avraam Papadopoulos (Græsk: Αβραάμ Παπαδόπουλος) (født 3. december 1984 i Melbourne, Australien) er en australsk født græsk fodboldspiller, der spiller som midteforsvarer hos Brisbane Roar. Han har tidligere repræsenteret blandt andet Olympiakos og Trabzonspor.
Med Olympiakos vandt Papadopoulos i 2009 både det græske mesterskab og landets pokalturnering.

## Landshold
Papadopoulos står (pr. april 2018) noteret for 37 kampe for Grækenlands landshold, som han debuterede for den 5. februar 2008 i en venskabskamp mod Tjekkiet. Han var en del af den græske trup til VM i 2010 i Sydafrika.